# M52 (САУ)
M52 (англ. 105 mm Self-Propelled Howitzer M52) — самоходная артиллерийская установка (САУ) США периода 1950-х годов, класса самоходных гаубиц. Была создана детройтским арсеналом в 1948—1950 годах на базе компонентов лёгкого танка M41, параллельно с САУ M44. M52 предназначалась для замены аналогичных машин времён Второй мировой войны и стала первой послевоенной САУ нового поколения — полностью закрытой установкой башенной компоновки. Из-за начала Корейской войны, M52 была спешно запущена в производство, что, в сочетании с неотработанностью ряда компонентов, привело к многочисленным техническим проблемам в ходе её эксплуатации.
Всего с 1951 года было выпущено 684 САУ этого типа, но лишь в 1955 году они, после ряда доработок, были приняты на вооружение и начали поступать в войска. M52 была сочтена малоудачным и как следствие, промежуточным, типом САУ и использовалась войсками США в течение сравнительно краткого периода, до начала массового производства САУ M108 / M109. Значительная часть M52 была в дальнейшем экспортирована в ряд стран, использовалась Иорданией в Шестидневной войне, и, по состоянию на 2010 год, M52 всё ещё остаются на вооружении в некоторых странах.

## Модификации
- M52A1 — модификация 1956 года, отличается новым двигателем с системой непосредственного впрыска топлива и увеличенным до 240 км запасом хода.
- M52T — модификация под калибр 155 мм.[1]

## Конструкция

### Броневой корпус
Башня сварная, она установлена на поворотной платформе, укрепленной на подбашенном листе корпуса и обеспечивающей угол горизонтального наведения в пределах 120 градусов. В передней части башни находится прямоугольный вырез, служащий амбразурой для гаубицы, а в боковых листах — люки механика-водителя и наводчика. На крыше башни размещены верхний люк механика-водителя и командирская башенка. За люком механика-водителя расположено вентиляционное устройство.

### Вооружение
Основным вооружением является 105-мм гаубица M49, смонтированная в орудийной установке в башне. Ствол гаубицы — моноблок с навинтным казенником и эжекционным устройством для удаления пороховых газов из канала ствола. Затвор вертикальный клиновой. Противооткатные устройства состоят из гидравлического тормоза отката и пружинного накатника.
Механизм поворота башни и подъёмный механизм орудия снабжен ручным и трёхскоростным гидравлическим приводами. Подъёмный механизм секторного типа.
Для наведения гаубицы в цель при стрельбе с открытых позиций применяется телескопический прицел M101, а при стрельбе с закрытых позиций — телескопический прицел M99 или M99A1 и панорама M100. Кроме того, предусмотрены указатель азимута T24 и квадрант M1.
В качестве зенитного на боевой машине установлен крупнокалиберный пулемёт «браунинг» M2HB, расположенный справа от командирской башенки на штыревой установке.
Боекомплект составляет 102 шт. 105-мм снарядов и 945 шт. 12,7-мм патронов.

### Средства наблюдения
Для наблюдения используются перископы M17, M15A1, M13 и M23. Для вождения машины в ночных условиях применяется прибор (перископ) ночного видения.

### Средства связи
M52 оснащена радиостанцией и внутренним переговорным устройством.

### Двигатель и трансмиссия
В M52 применяются силовая установка и трансмиссия от лёгкого танка M41 «Уолкер Бульдог», но в отличие от танка, силовое отделение расположено спереди, а боевое отделение — сзади.

### Ходовая часть
Ходовая часть M52 (в сравнении с танком M41) имеет некоторые отличия: число опорных катков увеличено с пяти до шести, в качестве направляющих колёс используют задние опорные катки. Расположение ведущих колёс — переднее.

## Использовалась
- Иордания — 4 M52, по состоянию на 2010 год[2]
- Турция — 365 M52T, по состоянию на 2019 год[1]

### Бывшие операторы
- США — сняты с вооружения
- Австрия — сняты с вооружения[3]
- Германия — сняты с вооружения[3]
- Испания — сняты с вооружения[3]
- Тунис — сняты с вооружения[3]
- Япония — M52A1, поставленные из США, уже с середины 1970-х годов начали заменять в войсках 105-мм самоходные гаубицы «74» национальной разработки, однако некоторое количество сохранялось на вооружении до начала 1980-х годов[4].